# NGC 7075
NGC 7075 ist eine cD-Galaxie vom Hubble-Typ E3 im Sternbild Kranich am Südsternhimmel. Sie ist schätzungsweise 248 Millionen Lichtjahre von der Milchstraße entfernt und hat einen Durchmesser von etwa 90.000 Lichtjahren.
Das Objekt wurde am 4. September 1834 von John Herschel entdeckt.